# Park Soo-young
Park Soo-young (en hangul, 박수영; 15 de marzo de 1970) es un actor surcoreano. En teatro, ámbito donde comenzó, ha llevado a escena más de cincuenta obras a lo largo de su carrera, a menudo como protagonista. En cine y televisión ha trabajado siempre como actor secundario. La película por la que es más conocido es Punch, de 2011. En televisión destacan sus actuaciones en If Tomorrow Comes, The Last Princess y Hi Bye, Mama!, entre otras.

## Vida personal
Nació en Seúl el 15 de marzo de 1970. Cuando estaba en la escuela secundaria falleció su padre, y se quedó solo con su madre, en difíciles condiciones económicas. Por eso no pudo ir a la universidad después de graduarse en la escuela secundaria y tuvo que empezar a ganar dinero. Entonces lo llamó un tío que vivía en Busan y dirigía una empresa de gestión naval, donde entró a trabajar como operario.

## Carrera

### Primeros años: teatro
Comenzó su carrera como actor de manera casual: no había estudiado interpretación, y su carácter tímido no hacía presagiar este resultado. Además, de niño su deseo era convertirse en jugador de béisbol, deporte que practicaba desde la escuela primaria. Sobre este período, cuenta el propio actor: «después de que mi padre falleciera cuando yo estaba en la escuela secundaria, dejé de jugar béisbol [...], y de repente me sentí perdido. [...] Mi tío me dijo que viniera, diciendo que podría ganarme la vida si aprendía una habilidad. Pasé un año aprendiendo reparaciones eléctricas de barcos en la empresa de mi tío en Busan». A los 19 años, un día volvía a casa del trabajo cuando vio un cartel en la calle que señalaba el Pequeño Teatro Gamakgol, y entró por curiosidad y con ganas de hacer amigos, sin la intención de actuar. Empezó a frecuentar el teatro hasta que en una ocasión uno de los actores se sintió enfermo, y el director Lee Yun-taek reparó en él y lo llamó como sustituto. En los años sucesivos, la última década del siglo, se fue uniendo a varias compañías teatrales. En estas circunstancias coincidió con Oh Dal-su, dos años mayor que él, con el que trabó una sólida amistad; juntos fundarían más adelante, en el año 2000, la compañía de teatro Mirage Kaleidoskope.
El oficio de actor en esos años, cuando estaba entre los veinte y los treinta, no le permitió mantenerse económicamente, por lo que tuvo que complementarlo con numerosos trabajos a tiempo parcial, y así fue camarero, empleado de gasolinera, dependiente de comercio, etc., e incluso intentó en 1995 gestionar un bar en un mercado, aunque lo dejó al cabo de un mes. Pero ya a punto de entrar en la treintena sufrió una crisis profunda, cuando empezó a notar que los compañeros de profesión más veteranos seguían en precarias condiciones económicas, y que por tanto no tenía un futuro a la vista. Dejó el teatro y llegó a pensar en el suicidio. Un proyecto dramático conjunto coreanojaponés, Sortie, nacido al calor de la Copa Mundial de Fútbol que organizaron ambos países en 2002, le ayudó a superar el trance, y a ganar confianza en sus posibilidades tras dos meses de actuación en Japón en óptimas condiciones laborales. A su vuelta a Corea le empezaron a llegar muchas ofertas y dio inicio un período de mucho trabajo. Más adelante el mundo de las tablas le compensaría por aquellas dificultades con el premio de interpretación en el Festival de Teatro de Seúl de 2006, así como el premio de teatro Hiseo de 2007.

### Sigloxxi: cine y televisión
Tras una fugaz aparición en The Contact (1997), el actor considera que su primer papel en cine fue el del obrero de una fábrica en Peppermint Candy, en 2000. Algunas de las películas en las que intervino ya en el primer decenio este milenio fueron Tazza: The High Rollers, Shadows in the Palace, Rough Cut y The Case of Itaewon Homicide, siempre como actor de reparto. Pero la obra que le proporcionó una cierta notoriedad fue Punch, de 2011, donde es el padre de un niño con discapacidad, un padre estricto pero afectuoso que a pesar de sus problemas físicos posee grandes habilidades de baile y cuida él solo a su hijo. Punch, que rodó al tiempo que seguía actuando en teatro, fue un gran éxito de público, y Park la considera un punto de inflexión en su carrera.
Su debut en televisión fue relativamente tardío, ya en 2011, en la serie de SBS If Tomorrow Comes. En ella es Lee Jin-gyu, un hombre que cuida de un hermano menor discapacitado. Se trata precisamente de un personaje que guarda grandes semejanzas con el de Punch, estrenada ese mismo año. Desde entonces ha aparecido como actor secundario en numerosas producciones televisivas, que han hecho del suyo un rostro familiar para el público. Dos de los papeles con los que obtuvo más eco fueron el del padre del protagonista (interpretado por Park Bo-gum) en Record of Youth, y el del padre, en esta ocasión de la protagonista, en Hi Bye, Mama!, interpretada por Kim Tae-hee.
En 2012 participó en la película Two Weddings and a Funeral, una comedia dramática sobre relaciones homosexuales e hipocresía social; al año siguiente tuvo ocasión de salir públicamente en apoyo del director de la película Kim Jo Kwang-soo, cuya boda con otro hombre había generado algunas polémicas en torno a los derechos de los homosexuales surcoreanos.
En relación con su carrera cinematográfica, preguntado a finales de 2017 sobre el papel que consideraba más memorable de ella, respondió que era el del rey Yeong-chin en el filme The Last Princess, de 2016, pero también destacó otros dos títulos: Two Weddings and a Funeral, de 2012, y Cart, de 2014.
El 12 de junio de 2023 firmó un contrato de representación exclusiva con la agencia Hodu&U Entertainment.

## Filmografía

### Cine
| Año  | Título                                 | Hangul                          | Papel                           | Notas              | Ref.          |
| ---- | -------------------------------------- | ------------------------------- | ------------------------------- | ------------------ | ------------- |
| 1997 | The Contact                            | 접속                            | Yeong-hye                       |                    |               |
| 2000 | Peppermint Candy                       | 박하사탕                        | Empleado de la fábrica          |                    | [ 3 ]         |
| 2004 | Once Upon a Time in High School        | 말죽거리 잔혹사                 | Profesor de política y economía |                    |               |
| 2004 | El último lobo                         | 마지막 늑대                     | Asistente de vuelo              |                    |               |
| 2005 | Duelist                                | 형사                            | Hombre en la taberna            |                    |               |
| 2005 | Sa-Kwa                                 | 사과                            | Amigo de Sang-hoon              |                    |               |
| 2006 | Tazza: The High Rollers                | 타짜                            | Tío de Go Ni                    |                    | [ 11 ]        |
| 2007 | Shadows in the Palace                  | 궁녀                            | Oficial de la biblioteca        |                    |               |
| 2008 | Sin conexión                           | 오프라인                        | Sargento Park                   |                    |               |
| 2008 | Rough Cut                              | 영화는 영화다                   | Jefe Lee                        |                    |               |
| 2009 | The Case of Itaewon Homicide           | 이태원 살인사건                 | Jefe de sección Choi            |                    |               |
| 2009 | Jeon Woo-chi: The Taoist Wizard        | 전우치                          | Hijo del maestro                |                    | [ 11 ]        |
| 2010 | Secret Reunion                         | 의형제                          | Jefe de policía regional        |                    |               |
| 2011 | Punch                                  | 완득이                          | Padre de Wan Deuk               |                    | [ 7 ]         |
| 2012 | Two Weddings and a Funeral             | 두 번의 결혼식과 한 번의 장례식 | Hermano mayor Wang              |                    | [ 12 ]        |
| 2012 | Architecture 101                       | 건축학개론                      | Architecto Koo                  |                    | [ 11 ]        |
| 2013 | The Attorney                           | 변호인                          | Eom Tae-nam                     | Aparición especial | [ 11 ]        |
| 2014 | Thread of Lies                         | 우아한 거짓말                   | Señor Lim                       |                    | [ 13 ]        |
| 2014 | Tazza: The Hidden Card                 | 타짜: 신의 손                   | Chang-shik                      |                    | [ 14 ]        |
| 2014 | Detective K: Secret of the Lost Island | 조선명탐정 : 사라진 놉의 딸     | Oficial                         | Aparición especial |               |
| 2014 | Cart                                   | 카트                            | Director de supermercado        |                    | [ 1 ]         |
| 2016 | A Melody To Remember                   | 오빠 생각                       | Coronel Park                    |                    | [ 15 ]        |
| 2016 | Proof of Innocence                     | 특별수사: 사형수의 편지         | Lim Hyang-joo                   |                    | [ 16 ] [ 17 ] |
| 2016 | The Last Princess                      | 덕혜옹주                        | Rey Yeong-chin                  |                    | [ 18 ] [ 19 ] |
| 2017 | The Merciless                          | 불한당: 나쁜 놈들의 세상        | Pastor Jang                     |                    |               |
| 2017 | The Mimic                              | 장산범                          | Min-ji                          |                    | [ 20 ]        |
| 2017 | Room No.7                              | 7호실                           | Superintendente                 |                    | [ 21 ] [ 22 ] |
| 2018 | The Negotiation                        | 협상                            | Jefe de sección Choi            |                    | [ 11 ]        |
| 2021 | Young Adult Matters                    | 어른들은 몰라요                 | Director de la escuela          |                    |               |
| 2021 | Vanishing                              | 배니싱: 미제사건                | Doctor Oh                       |                    |               |
| 2022 | Next Sohee                             | 다음 소희                       | Subdirector de la escuela       |                    | [ 23 ]        |
| 2023 | Punch-Drunk Love                       | 낭만적 공장                     | Nak-bong                        |                    | [ 24 ]        |
| 2023 | Race                                   | 레이스                          | Choi Yeong-ho                   |                    |               |
| 2023 | Hopeless                               | 화란                            | Seong-hoon                      |                    |               |
| 2023 | Miss Fortune                           | 화사한 그녀                     | Profesor                        |                    |               |
| 2024 | Hijack 1971                            | 하이재킹                        | Oficial de policía              |                    | [ 25 ]        |
| 2024 | About Family                           | 대가족                          | Monje Inhaeng                   |                    | [ 26 ] [ 27 ] |

### Series de televisión
| Año     | Título                            | Papel                       | Canal             | Notas                             | Ref.          |
| ------- | --------------------------------- | --------------------------- | ----------------- | --------------------------------- | ------------- |
| 2011    | If Tomorrow Comes                 | Lee Jin-gyu                 | SBS               |                                   | [ 5 ] [ 28 ]  |
| 2013    | Heartless City                    | Detective Yang Ban-jang     | JTBC              |                                   | [ 11 ]        |
| 2013    | The Devil Rider                   | Señor Gong                  | KBS2              | KBS Drama Special, episodio único |               |
| 2014    | High School King of Savvy         | Yoon Dong-jae               | tvN               |                                   | [ 29 ]        |
| 2014    | Pinocchio                         | Jang Ki-bong                | SBS               |                                   | [ 30 ]        |
| 2015    | Miss Mamma Mia                    | Shim Seok-bong              | KBS Drama         |                                   | [ 31 ]        |
| 2015    | My Beautiful Bride                | Jo Choong-seon              | OCN               |                                   |               |
| 2016    | Uncontrollably Fond               | Director Namgoong           | KBS2              |                                   | [ 32 ] [ 33 ] |
| 2016    | My Wife Is Having an Affair       | Director Park Young-soo     | JTBC              |                                   |               |
| 2017    | The Rebel                         | Kim Ja-won                  | MBC               |                                   | [ 34 ]        |
| 2017    | Bad Guys 2                        | Shin Joo-myung              | OCN               |                                   | [ 35 ] [ 36 ] |
| 2018    | The Woman Who Makes the Last Meal | Alcaide                     | tvN               | Drama Stage, episodio único       |               |
| 2018    | Mi señor                          | Lee Jae-chul                | tvN               |                                   | [ 37 ]        |
| 2018    | Come and Hug Me                   | Pyo Taek                    | MBC               |                                   | [ 38 ] [ 39 ] |
| 2018    | Children of Nobody                | Chief Hong Gi-tae           | MBC               |                                   |               |
| 2018    | Just Dance                        | Vicedirector                | KBS2              |                                   |               |
| 2019    | La luz en tus ojos                | Kim Byun-sub                | JTBC              |                                   |               |
| 2019    | Doctor Prisoner                   | Oh Cheol-min                | KBS2              |                                   | [ 40 ]        |
| 2019    | Mi primer amor de verdad          | Padre de Do Hyun            | Netflix           | Serie web, dos temporadas         |               |
| 2020    | Hienas                            | Jo Woo-suk                  | SBS               |                                   | [ 41 ]        |
| 2020    | Hi Bye, Mama!                     | Cha Moo-poong               | tvN               |                                   | [ 42 ]        |
| 2020    | Soul Mechanic                     | Oh Ki-tae                   | KBS2              |                                   | [ 43 ] [ 44 ] |
| 2020    | Record of Youth                   | Sa Young-nam                | tvN               |                                   | [ 4 ]         |
| 2020-21 | No, Thank You                     | Director del taller de Jeju | Kakao TV          | Serie web                         |               |
| 2022    | Mi diario de liberación           | Park Sang-min               | JTBC              |                                   | [ 45 ]        |
| 2022    | Anomalías                         | Kwon Young-woong            | Netflix           | Serie web                         | [ 46 ]        |
| 2022    | May I Help You?                   | Baek Dal-sik                | MBC               |                                   | [ 47 ]        |
| 2022    | La casa de papel: Corea           | Yun Chang-su                | Netflix           | Serie web, dos temporadas         |               |
| 2023    | Mi perfecto desconocido           | Hyung-man                   | KBS2              |                                   | [ 48 ]        |
| 2024    | Sin salida: la ruleta             | Jefe de policía             | U+Mobile, Disney+ | Serie web, aparición especial     | [ 25 ]        |
| 2024    | The Auditors                      | Goo Suk-goo                 | tvN               |                                   | [ 25 ]        |
| 2025    | The Queen Who Crowns              | Hwang Eom                   | tvN               |                                   | [ 49 ] [ 50 ] |
| 2025    | Sin máscaras                      | Son Hee-won                 | Disney+           | Serie web                         | [ 51 ] [ 52 ] |

## Teatro
| Año     | Título                                                                    | Hangul                                 | Papel        | Notas                                                             | Ref.          |
| ------- | ------------------------------------------------------------------------- | -------------------------------------- | ------------ | ----------------------------------------------------------------- | ------------- |
| 1995    | Flower Garden                                                             | 접속                                   |              | Compañía de teatro Inhyuk; 13/10-12/11, teatro Ulsan Small        | [ 53 ]        |
| 2004-05 | ¿Buenos días? Chekhov 2                                                   | 굿모닝? 체홉 2                         |              | Compañía de Teatro Baeksu Gwangbu, 23/12/2004-9/1/2005            | [ 54 ]        |
| 2005    | Liar                                                                      | 라이어'                                |              | Centro de Cultura y Artes de Gwangju, 18-20/2                     | [ 55 ]        |
| 2006    | Arte                                                                      | 아트                                   |              | Chungmu Art Hall Small Theatre, 29/6-3/9                          | [ 56 ]        |
| 2006    | Tenant                                                                    | 임차인                                 |              | Daehakro Information Small Theatre, 9/9-1/10                      | [ 57 ]        |
| 2008    | Este corazón camina solo por el puente Yeongdong bajo la lluvia nocturna. | 밤비 내리는 영동교를 홀로 걷는 이 마음 | Yeon Doo-sik | Pequeño Teatro Yeonwoo en Daehakro, Seúl, desde el 5 de diciembre | [ 58 ]        |
| 2009    | Cereza blanca                                                             | 하얀앵두                               | Kwak Ji-bok  | Seoul Doosan Art Center Space III, junio-julio de 2009            | [ 59 ]        |
| 2010    | Cereza blanca                                                             | 하얀앵두                               | Kwak Ji-bok  | Seoul Doosan Art Center Space III, agosto de 2010                 | [ 2 ]         |
| 2010    | 33 variaciones                                                            | 33개의 변주곡                          | Schindler    | Centro de Arte Dongsung en Daehakro, 15/10-28/11                  | [ 60 ]        |
| 2012    | Canción de primavera fluye en el mar                                      | 봄의 노래는 바다에 흐르고              |              | Namsan Arts Center, 12/6-1/7                                      | [ 61 ] [ 62 ] |
| 2019    | Viaje                                                                     | 여행                                   |              | Teatro Jayu Small, 21/9-7/10                                      | [ 63 ]        |